# Kaukab (Damaszek)
Kaukab (arab. كوكب) – miejscowość w Syrii, w muhafazie Damaszek. W 2004 roku liczyła 1188 mieszkańców.